# Charles Louis de Perrien
Charles-Louis-Sylvestre-Arthur de Perrien est un homme politique français né le 6 octobre 1792 à Cologne (Saint-Empire) et décédé le 14 mars 1852 à Hennebont (Morbihan).

## Biographie
Fils de Joseph Charles de Perrien, émigré pendant la Révolution, il entre dans l'armée en 1814 et la quitte en 1830, pour s'occuper de la gestion de ses propriétés. Conseiller général en 1830, il est député du Morbihan de 1848 à 1849, siégeant avec les monarchistes légitimistes.
Marié à Mlle du Bahuno, fille d'Annibal du Bahuno et de Pauline du Coëtlosquet, il est le père de Paul Joseph de Perrien et le beau-père de Fernand Joseph Chrestien de Treveneuc.

## Sources
- « Charles Louis de Perrien », dans Adolphe Robert et Gaston Cougny, Dictionnaire des parlementaires français, Edgar Bourloton, 1889-1891 [détail de l’édition]